# أوجاق
أوجاق (بالتركية الحديثة: ocak، ومعناها الأصلي: الموقد، ثم عُربت إلى وجاق) هي وحدة عسكرية عثمانية، كان يتألف من أفراد يطلق عليهم لفظ «الوجاقلية»، والواحد منهم «وجاقلي».

## معنى الكلمة
معنى الكلمة الأصلي في اللغة التركية هو «الموقد»، ثم توسع في معناها في التركية، فصارت تطلق على كل ما تنفخ فيه نار، فأُطلقت على البيت من وبر أو مدر، ثم على أهله، ثم على الجماعة تتلاقى في مكان واحد، ثم أطلقت على الطائفة من طوائف أرباب الحرف، وعلى الصنف من أصناف الجند، وفي الروضتين نقلًا عن ابن شداد: «حتى وصلوا إلى المخيم العادلي قبل استتمام ركوب العساكر، ودخلوا في وجاقه»، وهي هنا بمعنى الخيمة أو المعسكر.

## الوجاقات في مصر العثمانية
كانت العساكر العثمانية التي تُركت في مصر بعد عودة السلطان سليم الأول عقب فتحه لها سنة 1517م أربعة وجاقات، ثم زادها ابنه السلطان سليمان القانوني سنة 1524 وجاقين فصارت ستة وجاقات، ثم صارت في سنة 1554م سبعة وجاقات، وعدد جنودها جميعًا سبعة آلاف فارس وسبعة آلاف ماشٍ أقامها في المدن الكبيرة من القطر المصري وجعل عليها قائدًا عثمانيًا عامًا وأمره أن يقيم في القلعة لا يفارقها أبدًا. وكانت مهمة الوجاقات حفظ نظام البلاد والدفاع عنها وجباية الخراج.

### أسماء الوجاقات العثمانية في مصر
1. وجاق المتفرقة: وهو مؤلف من نخبة الحرس السلطاني.
2. وجاق الجاويشية: وكان مؤلفًا في الأصل من صف ضابطان جيش السلطان سليم الأول، وعهد إليهم جباية الخراج.
3. وجاق الهجانة (وجاق الجملية).
4. وجاق التفكجية: وهم ناقلو البنادق.
5. وجاق الإنكشارية: وهم أخلاط من نخبة القبائل الخاضعة للدولة العثمانية، وكانوا يعرفون أيضًا بالمستحفظين لإناطة محافظة البلاد بهم.
6. وجاق الجراكسة.
7. وجاق العزب: هو وجاق البحرية كان علي رأس كل وجاق ضابط يلقب «بالاغا» يساعده نائب والدفتردار والخازندار والروزنامجي ومتي اجتمع هؤلاء الضباط من الواجقات تألف مجلس شوري الباشا أو الديوان والذي لا يقضي امرآ الا بمصدقتهم عليها.

### قيادة الوجاقات المصرية
كان يرأس الوجاق ضابط يلقب بالأغا، ويعاونه الكخيا والباش اختيار والدفتردار والخازندار والروزنامجي. وكان مجلس شورى الباشا يتألف من اجتماع ضباط هذه الوجاقات، فلا يقضي الباشا أمرًا إلا بموافقتهم، ولهم أن يوقفوه عن الإجراء وأن يستأنفوا إلى ديوان الآستانة عند الاقتضاء، ولهم أيضًا أن يطلبوا عزله إذا ما اشتبهوا بمقاصده.